# ترینیداد (کلرادو)
ترینیداد (به انگلیسی: Trinidad) شهری در ایالت کلرادو کشور ایالات متحده آمریکا است که جمعیت آن در سرشماری سال ۲۰۱۰ میلادی، ۹٬۰۹۶ نفر بوده‌است.